# Лебедев, Алексей Фёдорович
Алексе́й Фёдорович Ле́бедев (Лебедь) (1924, д. Буняковка Омской губернии — 1945, с. Бела, Чехословакия) — советский военнослужащий, участник Великой Отечественной войны, командир взвода 677-го стрелкового полка 409-й стрелковой кировоградской дивизии 7-й гвардейской армии 2-го Украинского фронта, младший лейтенант, Герой Советского Союза.

## Биография
Родился в большой крестьянской семье: у него было три сестры и два брата. Русский.
В 1931 году в деревне Буняковка был арестован его отец Фёдор Ильич (1895—1942) с семьёй: жена Лукерья Ивановна (1895—1936), дочери Агафья (1915 года рождения), Мария (1917 года рождения), Лидия (1920 года рождения), сыновья Алексей (1924 года рождения), Иван (1926 года рождения), Николай (1928 года рождения). Помимо отца арестовали и дядю Тимофея Ильича (1900 года рождения) с семьёй (жена Наталья Антоновна, дочери Анна, Надежда, сыновья Григорий, Василий). Отец, дядя с их семьями были высланы на спецпоселение в село Александровское Нарымского округа Западно-Сибирского края, при том, что семья богатств не имела. Алёша вынужден был рано начать работать наравне со взрослыми. Вместе с отцом пас скот, работал в огороде. Его мать, Лукерья Ивановна, от невзгод ссылки часто болела и в 1936 году умерла. В 1942 году умер и отец — Фёдор Ильич.
Его отец Фёдор Ильич Лебедь был реабилитирован только 26 июня 1997 года УВД по Омской области.
Пока была возможность учиться в школе, Алексей учился хорошо, увлекался чтением и даже занимался спортом. Окончил 9 классов неполной средней школы. Но забота о младших братьях и сёстрах легла на плечи старшей сестры и на него самого. Детство закончилось, но школу Алексей полностью так и не закончил. После смерти отца, в 17 лет, как взрослый, он пошёл работать на должность табельщика в промышленную артель «Большевик», чтобы прокормить семью, младших детей. В артели в это время (второй год шла война) работали в основном женщины и подростки, мужчины села были мобилизованы на войну.
25 мая 1943 года Александровским военкоматом Алексей Лебедев был призван в Красную Армию. 12 мая 1943 года пароход «Карл Маркс» увёз Алексея Лебедева из родного села в город Новосибирск. Здесь, в окрестностях Бердска, Алексей прошёл начальную военную подготовку, и 26 августа их рота была отправлена на фронт. В начале сентября 1943 года Алексей Лебедев получил боевое крещение — их рота в составе частей Степного фронта была введена в ход боёв на Днепре. Здесь, при форсировании Днепра, в октябре 1943 года А. Лебедев был тяжело ранен и направлен на лечение в госпиталь города Воронеж.
После выздоровления был направлен на командирские курсы, которые окончил в октябре 1944 года, получил офицерское звание (младший лейтенант) и должность командира взвода. Продолжил службу в казачьих частях.
В составе 2-го Украинского фронта участвовал в освобождении правобережной Украины, Молдавии, Румынии, Венгрии, Чехословакии. В январе 1945 года его полк, в рамках взятия Будапешта вёл бои с гитлеровцами в Чехословакии, севернее реки Дунай. В одном из ожесточенных боёв погиб.
Похоронен на месте того боя, в районе села Бела близ словацкого города Нове-Замки.
Член ВЛКСМ с 1944 года.

### Подвиг
Командир взвода 677-го стрелкового полка 409-й стрелковой кировоградской дивизии 7-й гвардейской армии 2-го Украинского фронта младший лейтенант Алексей Лебедев в ночь на 6 января 1945 года участвовал в бою за село Бела (36 км юго-восточнее чехословацкого города Нове-Замки). В критический момент боя офицер закрыл своим телом ствол пулемёта гитлеровцев, который огнём препятствовал наступлению подразделения. Ценой жизни содействовал выполнению боевой задачи.
Указом Президиума Верховного Совета СССР от 28 апреля 1945 года за образцовое выполнение боевых заданий командования на фронте борьбы с немецко-фашистскими захватчиками и проявленные при этом мужество и героизм младшему лейтенанту Лебедеву Алексею Фёдоровичу посмертно присвоено звание Героя Советского Союза.

## Награды
- Медаль «Золотая Звезда» Героя Советского Союза.
- Орден Ленина.

## Память
- Имя Лебедева А. Ф. представлено на Памятной стеле томичей — Героев Советского Союза в мемориальном комплексе Лагерного сада города Томска.
- В селе Александровское решением Александровского сельсовета от 7 сентября 1964 года Колхозная улица переименована в улицу Лебедева, а Колхозный переулок — в переулок Лебедева.
- 27 июня 1965 года в сквере районного центра Александровское открыт памятник-бюст Алексею Фёдоровичу Лебедеву на средства, собранные жителями района. Тогда же имя Героя было присвоено Александровской средней школе.
- В 2005 году к 60-летнему юбилею Великой Победы в городе Томске, на территории школы № 14 (микрорайон Каштак-I), была открыта памятная стела А. Ф. Лебедеву (см. фото (недоступная ссылка)) работы томского скульптора Л. Л. Майорова.
- Именем Алексея Лебедева в Томске названа улица — в 1975 году Ремесленная улица была переименована в улицу Лебедева.[8]